# Aeroportul Nushki
Aeroportul Nushki (IATA: NHS, ICAO: OPNK) este un aeroport din Pakistan.
aeroportul dispune de o singură pistă.